# American Specialties
American Specialties  es el primer álbum debut y álbum de estudio de la banda estadounidense de rock: Parquet Courts, Lanzado finalmente en el 2011.
El miembro de la banda estadounidense de rock: Woods, Jarvis Taveniere colaboro en el álbum con el sampleo.
Es considerado uno de los álbumes de la escena del post-punk revival de la década de 2010, A pesar del poco éxito del álbum es considerado parte del seguimiento de culto.
En mayo de 2021, se anunció que el álbum tendrá una reedición. En la cual está en hiato y en proceso de reedición.

## Sonido
El sonido del álbum principalmente se enfoca en el indie rock y el post-punk pero también se encuentran elementos del garage rock y también se ha dicho satiricamente que es del género "slacker rock" y algunos como "raw punk". También incorporando elementos de instrumentos de viento.
El vocalista Austin Brown tiene un estilo en este álbum de forma del falsete.

## Lista de canciones
Todas las canciones escritas y compuestas por Parquet Courts. 
| American Specialties |                                     |          |  |
| N.º                  | Título                              | Duración |  |
| 1.                   | «Her Boyfriend's Band»              | 01.12    |  |
| 2.                   | «Food Stamps Office»                | 01:17    |  |
| 3.                   | «Mezzanine»                         | 02:31    |  |
| 4.                   | «American Specialties»              | 01:21    |  |
| 5.                   | «Other Desert Cities»               | 06:31    |  |
| 6.                   | «Square States»                     | 02:53    |  |
| 7.                   | «College Chess Circuit»             | 03:49    |  |
| 8.                   | «Nation of Islam: Nunavut»          | 01:46    |  |
| 9.                   | «Largish/Dominant»                  | 02:58    |  |
| 10.                  | «A.M. Reprise (Rebellious Outtake)» | 00:41    |  |
| 11.                  | «Tidal Hisses»                      | 02:28    |  |
| 27:27                |                                     |          |  |

## Personal
- Austin Brown - vocal, guitarra
- Andrew Savage - vocal de apoyo, guitarra
- Sean Yeaton - bajo
- Max Savage - batería

### Personal adicional
- Jarvis Taveniere - mezclas
- Jason Kelly - mezclas
- David Willingham - masterización